# Шахта

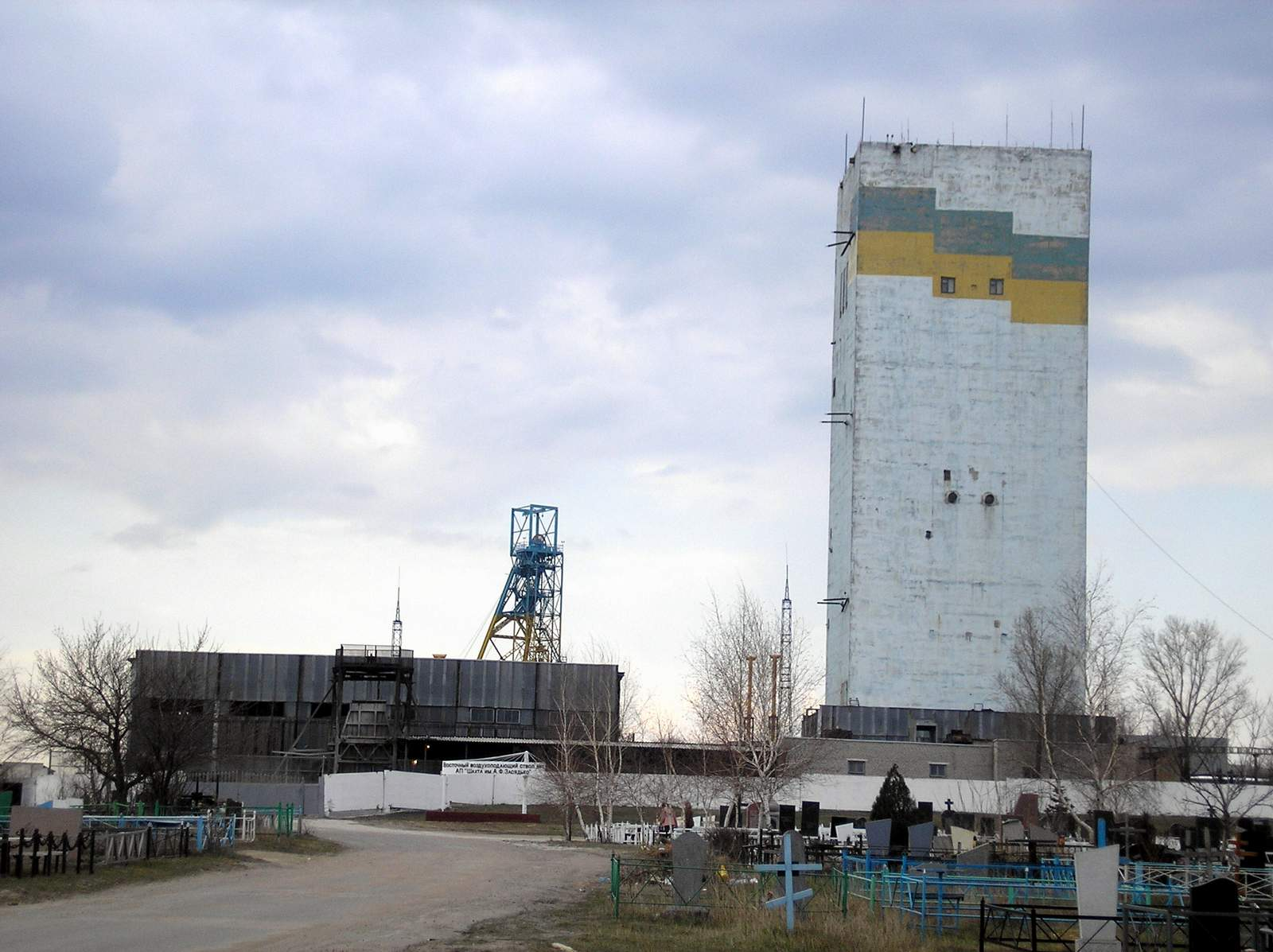
Східний ствол шахти Засядька (Україна).

У вибої шахти.

Ша́хта — копальня, гірниче підприємство з видобування корисних копалин (вугілля, солей тощо) підземним способом і відвантаження їх споживачам або на гірничозбагачувальну фабрику.

## Загальна характеристика

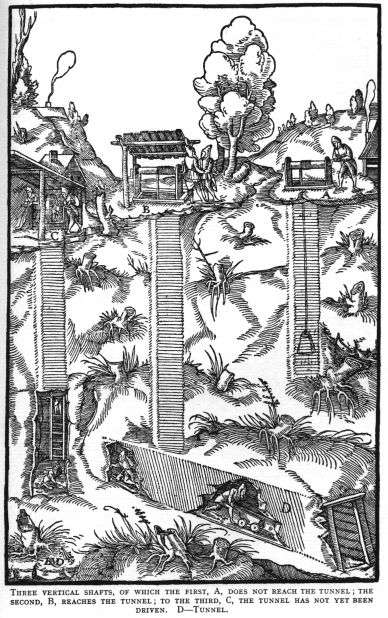

Традиційно шахтою називається підприємство з підземного видобутку кам'яного вугілля. Якщо підземним способом видобувається руда, копальню як правило називають рудником, але назва «шахта» також може використовуватись.
Шахта має наземні споруди: копри, надшахтні будівлі, склади і систему підземних гірничих виробок, призначених для розробки родовища в межах шахтного поля.
Шахта — механізоване й автоматизоване підприємство, обладнане продуктивними машинами і механізмами для видобування і транспортування корисної копалини, проведення гірничих виробок, водовідливу і вентиляції. Термін служби шахт, що відпрацьовують потужні родовища, сягає понад 50—70 років.
Технологічна схема шахти — графічне зображення сукупності розкривних, підготовчих (транспортних і вентиляційних) та очисних виробок, засобів механізації й автоматизації основних виробничих процесів, що дозволяють при відповідній організації видобувати корисні копалини підземним способом. Включає схеми та способи розкриття і підготовки шахтного поля, системи розробки, схеми транспорту, вентиляції, водовідливу та енергопостачання.
У рівнинній місцевості розкриття здебільшого здійснюється вертикальними стволами, рідше — похилими, від яких на різних горизонтах (поверхах) проводяться квершлаги до зустрічі із покладом копалини. В гористій місцевості основні виробки, що використовуються для розкриття — штольні. Іноді ствол або штольню называють саме шахтою.
Категорії шахт — поділ шахт за ступенем небезпеки (за метаном, раптовими викидами тощо). Див. газовий режим, Газовість шахт.

## Історія
Див. також Історичні назви шахт.
До середини XX ст. під терміном «Шахта» розумілася вертикальна або похила гірнича виробка, пройдена з поверхні Землі для розвідки або розкриття родовищ. В залежності від призначення розрізнювали такі різновиди шахт: кунстшахта (обладнана водовідливними машинами — т. зв. водяна шахта), рихтшахта (розвідувальна), трейбшахта, фердершахта і цієхшахта (обладнані підіймальними машинами), форшахта (для входу і виходу гірників з шахти). Прототипи шахт уперше з'явилися в неоліті в VIII—VII тисячолітті до н. e. (Велика Британія, Швеція та ін.). В Україні шахти та копальні з видобутку кременю відомі в епоху каменю-бронзи (VII—II тисячоліття до н. е.) на Донеччині (с. Широке), Рівненщині (с. Городок, с. Половля, с. Новомлин), Харківщині (м. Ізюм), Івано-Франківщині (с. Буківка) та в Чернівецькій області (с. Студениця). До XVII—XVIII ст. мережі гірничих виробок починають складатися в чіткі просторові системи, взаємопов'язані з технологічними процесами виїмки, транспорту, провітрювання і водовідливу, близькими до сучасної шахти У XVIII—XIX ст. глибини шахт в Європі в середньому досягають 400—600 м, максимально 1000 м (кам'яновугільні копальні Камберленду, Велика Британія).

## Сучасність

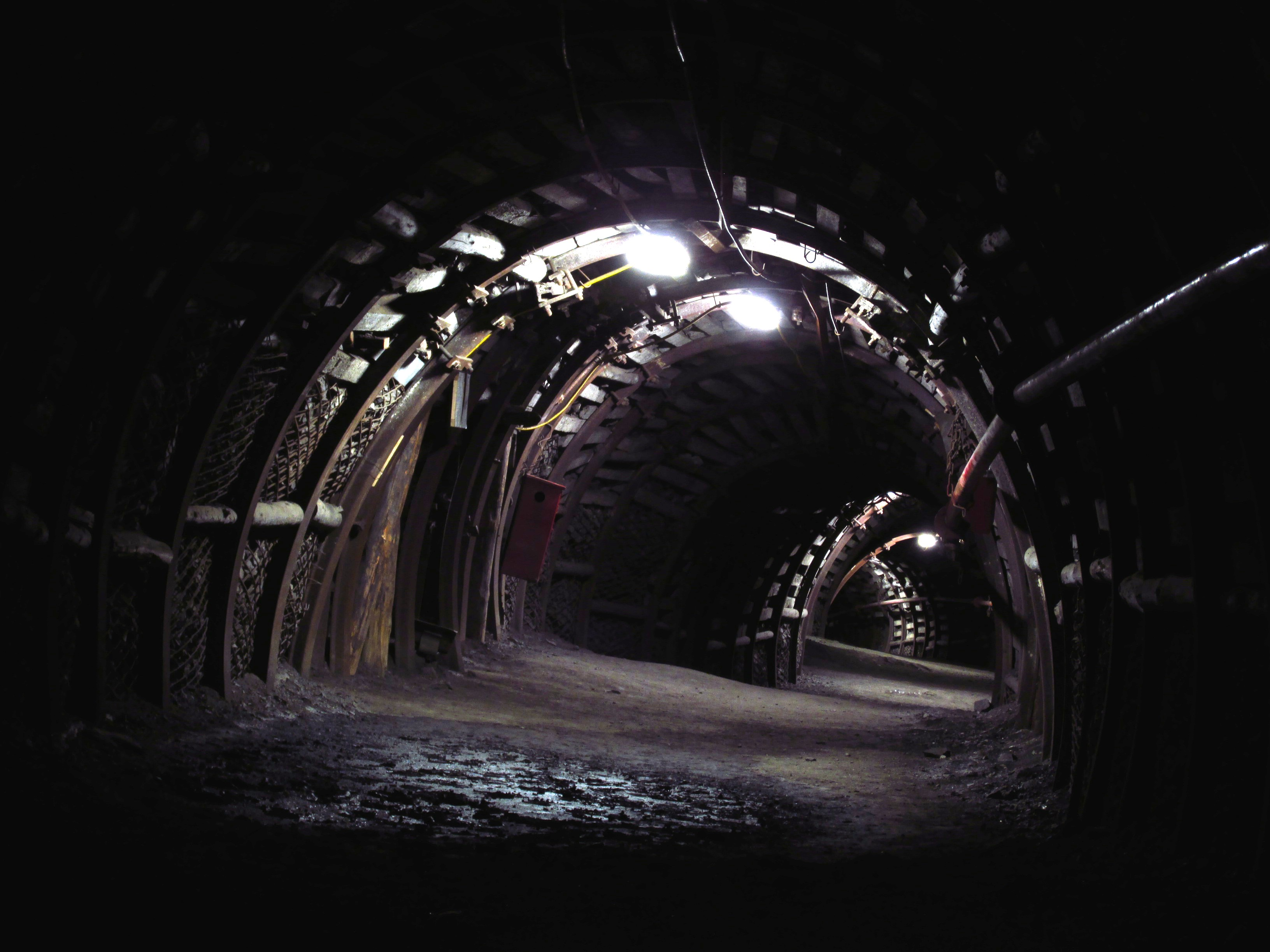
Шахта Ґвідо (Kopalnia Guido)

Сучасна шахта являє собою взаємопов'язану виробничу систему підземного господарства і технологічного комплексу поверхні шахти. На початку XXI ст. глибина вугільних шахт сягає 1,3-1,5 км. Вони забезпечують видобуток близько 80 % кам'яного і 10 % бурого вугілля.
В Україні найглибші вугільні шахти: «Шахтарська Глибока» (м. Шахтарськ) (глибина ствола 1446 м), «Прогрес» (м. Чистякове) (1340 м), ім. Скочинського (1200 м), ім. В. М. Бажанова (м. Макіївка) (1200 м), «Капітальна» (1150 м).
В процесі підземної розробки виділяють три основні стадії гірничих робіт: розкриття, підготовка і експлуатація (очисна виїмка). Необхідною умовою здійснення гірничих робіт є відокремлення корисної копалини від масиву, яке виконується механічним і гідромеханічним (прохідницькі комбайни, струги) гідравлічним (гідромонітори), і буропідривним (вибухівка) способами.
Розкриття родовища за допомогою капітальних гірничих виробок забезпечує доступ до родовища з поверхні землі і можливість підготовки родовища (або його частини) до розробки. Розкриття родовища здійснюється вертикальними і похилими стовбурами, штольнями.
Підготовка полягає в проведенні підготовчих виробок, що забезпечують доступ до очисних вибоїв, їх провітрювання, водовідлив, енергопостачання, транспорт корисної копалини, людей, устаткування, матеріалів і ін. Підготовка запасів корисної копалини починається відразу ж після розкривних робіт, а закінчується проведенням виробок, що дозволяють почати експлуатацію (очисні роботи).
Експлуатація — проведення робіт, що безпосередньо пов'язані з виїмкою корисної копалини, транспортуванням її гірничими виробками і відвантаження споживачам. Виїмку тонких пластів і пластів середньої потужності виконують відразу на повну товщину, а потужні пласти виймають пошарово.
Транспорт добутої корисної копалини на денну поверхню здійснюється конвеєрами, вагонетками, клітями, скіпами.
Найбільш поширена галузева класифікація систем підземної розробки корисних копалин: І.Системи розробки без розділення на шари: суцільні за простяганням, за підняттям (падінням); стовпові — довгими стовпами, короткими стовпами, довгими стовпами за підняттям (падінням), щитові; камерні; комбіновані — камерно-стовпова, парними штреками, суцільна з елементами стовпової, стовпова з елементами суцільної. II. Системи розробки з розділенням на шари: горизонтальними шарами; похилими шарами; поперечно-похилими шарами; діагональними шарами; комбінована з гнучким перекриттям.
Підземний спосіб застосовується для добування корисних копалин, що залягають на великих глибинах, в густонаселених районах, а також при наявності цінних ландшафтів.
Поряд з шахтами, що використовують традиційні технології, існують гідрошахти, шахти для розробки нафтових родовищ. Мінімальні терміни існування шахт 15-20 років. Максимальні терміни — 100 років і більше (рідко). Найчастіше — 40-50 років. Після повної відробки запасів корисних копалин здійснюється ліквідація шахти (порядок і умови їх проведення регламентуються спец. інструкцією).
У XX і XXI ст. старі шахти піддають музеєфікації. Найбільш відомі у Європі шахти-музеї — соляна шахта «Вєлічка» (Краків, Польща), вугільна шахта «Ґвідо» з трьома рівнями для відвідувачів — 170, 320, 355 (Забже, Польща), крейдяний рудник у Холмі, золотодобувна шахта в Злотому Стоці (Польща), Стура-Коппарберг (Швейцарія), шахти Раммельсберга (Німеччина), неолітичний рудник кременю в Кшемьонках (Польща) та ін.

## Цікаво
Історія гірництва, зокрема, окремих шахт, віддзеркалюється в їх назвах. Ось як описує походження назв шахт Ґеорґіус Агрікола у своїй праці De Re Metallica (1556 р.):
| Знайденим жилам, рівно як і шахтам або штольням, дають назви або за ім'ям першовідкривачів, як, наприклад, «Келерґанг» («Вуглярський хід») в Аннаберзі, відкритий одним вуглярем, або за власниками, як, наприклад «Ґейр» в Яхимові26, від прізвища Ґейрів, співвласників місцевих рудників, або за корисною копалиною, що добувається в них, як, наприклад, «Плейґанг» («Свинцевий хід») — за свинцем, що добувається тут і «Бісмутовий хід» в, Шнееберзі — за бісмутом. Або ж їх називають відображаючи ту обставину, яка привела до виявлення корисного родовища, як, наприклад, «Багата Галька» в Яхимові, яку оголив гірський потік. Частіше, однак, першовідкривачі називають рудні жили і особливо копальні за відомими іменами, як, наприклад, «Німецький кайзер», «Аполлон», «Янус», або дають їм назви тварин, як, наприклад, «Лев», «Ведмідь», «Баран», «Корова», або неживих предметів, як, наприклад, «Срібна Скринька», «Воловник», або дають рудникам які-небудь інші назви, як, наприклад, «Пожирач дурнів», або, нарешті, назва, вказує яку-небудь добру ознаку, як наприклад, «Божий дар». Цей звичай давати ті або інші назви рудним жилам, шахтам, штольням існує з давніх часів, як про це пише Пліній: «Дивно, що в Іспанії досі зберігається копальні, закладені ще при Ганнібалі. Вони носять назви, які їм дали ще відкривачі цих родовищ. Одна з них, що давала Ганнібалу по триста фунтів срібла на день, до цього дня називається Бебело». |

### Найглибші шахти
- Південна Африка: Mponeng Mine — близько 4 км. TauTona Mine — близько 3,9 км.
- Україна: «Шахтарська Глибока» (глибина стовбура 1410 м)[3], ім. Скочинського (1200 м), ім. Стаханова (1150 м).
- Росія: «Воргашорська» (Воркута) — близько 1500 м.

### Найбільші шахти
- в Україні: Шахтоуправління «Покровське» (проектна потужність 1,5 млн. т на рік, фактична — понад 8 млн. т на рік), Шахта «Капітальна» (проектна потужність 3 млн. т на рік);
- в Росії: «Распадська» (Кузбас, проектна потужність понад 7 млн. т на рік).